# Louping Ill
Louping-ill ist eine in ganz Europa vorkommende Viruserkrankung bei Säugetieren und Vögeln, die durch das Louping-ill-Virus aus der Familie der Flaviviridae hervorgerufen wird. Sie gehört zu den durch Zecken übertragenen (tick-borne diseases) Virusenzephalitiden. Am häufigsten sind Schafe betroffen, hier wird die Erkrankung auch als Springkrankheit bezeichnet. Im Gegensatz zur verwandten Frühsommer-Meningoenzephalitis (FSME) tritt Louping-ill beim Menschen selten auf, sie ist dennoch als Zoonose einzustufen.

## Erreger und Vorkommen
Das Louping-Ill-Virus (LIV, Spezies Orthoflavivirus loupingi) ist ein Virus in der Gattung Flaviviridae. Es wird nicht-taxonomisch in die Gruppe der von Zecken übertragenden Enzephalitis-Viren klassifiziert. Die Viren sind kälteresistent, werden aber bei Hitzebehandlung schnell inaktiviert.
Empfänglich sind vor allem Schafe. Selten tritt die Erkrankung bei anderen Wiederkäuern, Hunden, Nagetieren, Hasenartigen, Igeln, Fledermäusen, Moorschneehühnern und dem Menschen auf.
Der Erreger kommt vor allem auf den Britischen Inseln, in Finnland, Schweden, Portugal, Spanien, Frankreich und Osteuropa vor. Die Übertragung erfolgt durch den Holzbock, der auch als Erregerreservoir dient. Für Infektionen des Menschen scheinen Zeckenbisse nur eine geringe Bedeutung zu haben. Hier überwiegen Kontakt- und Tröpfcheninfektionen bei Personen, die mit dem Erreger arbeiten oder engeren Kontakt zu infizierten Tieren (Schäfer, Tierärzte, Metzger) haben. Auch eine Übertragung über Milch infizierter Tiere erscheint möglich.
Die Erregerzirkulation findet vor allem zwischen Schafen statt. Hasenartige und das Schottische Moorschneehuhn haben aufgrund ihres hohen Virusgehalts im Blut eine Reservoirfunktion für den Erreger.

## Klinik
Die Inkubationszeit beträgt 4 bis 7 Tage.
Bei Schafen treten zentralnervöse Symptome wie Muskelzittern, Ataxie, Bewegungsstörungen („Springkrankheit“) und im weiteren Verlauf Lähmungen, Festliegen und Koma auf. Die Letalität beträgt 20 bis 50 %.
Beim Menschen ist das klinische Bild weniger dramatisch. Auf einen zweigipfligen Fieberschub entwickelt sich eine schwere Meningoenzephalitis, deren Prognose aber günstig ist.
Beim Einsetzen der Symptome ist keine Blutaussaat des Virus mehr festzustellen. Die Diagnose kann anhand einer serologischen Untersuchung gestellt werden. IgM-Antikörper zeigen dabei die kürzliche Infektion an. Im Gewebe kann das Virus mittels Polymerasekettenreaktion, Immunhistochemie oder Virusisolation nachgewiesen werden.
Eine spezifische Therapie gibt es nicht. Es existiert ein Impfstoff (ATCvet Code QI04AA01), der aber in Mitteleuropa aufgrund des eher seltenen Vorkommens nicht eingesetzt wird. Auch eine vorbeugende Schutzimpfung beim Menschen ist wegen der großen Seltenheit der Erkrankung nicht angebracht.

## Meldepflicht
In Österreich sind virusbedingte Meningoenzephalitiden anzeigepflichtige Krankheiten gemäß § 1 Absatz 1 Ziffer 2 Epidemiegesetz 1950. Die Anzeigepflicht bezieht sich auf Erkrankungs- und Todesfälle. Zur Anzeige verpflichtet sind unter anderen Ärzte und Labore (§ 3 Epidemiegesetz 1950).

## Varianten
Das Louping-Ill-Virus ist die exemplarische Form der Spezies Orthoflavivirus loupingi. Nach der Virus Metadata Resource (VMR) VMR_MSL39_v4 des International Committee on Taxonomy of Viruses (ICTV) vom 6. November 2024 gibt es von dieser Virusspezies insgesamt folgende Subtypen:
- Louping ill virus	(LIV), Isolat 369/T2
- Greek goat encephalitits virus subtype (GGEV), Isolat Vergina
- Louping ill virus-British subtype (LIV-Brit), Isolat LI/31
- Louping ill virus-Irish subtype (LIV-Ir), Isolat LI/MA54
- Louping ill virus-Spanish subtype (LIV-Spain), Isolat 87/2617
- Turkish sheep encephalitis virus subtype (TSEV), Isolat TTE80

Dazu kommt noch das am 16. Januar 2025 beschriebene 
- Alpine chamois encephalitis virus (ACEV, Alpines Gämsen Enzephalitis Virus)

Dieses befällt alpine Gämsen (Rupicapra rupicapra rupicapra) und wird durch Zecken übertragen. Mit Stand Ende Januar 2025 war noch unklar, ob es für Menschen gefährlich sein kann.
ACEV bildet offenbar mit LIV-Spain eine gemeinsame Klade, für die die Bezeichnung „Spanish goat and Alpine chamois encephalitis virus subtype“ vorgeschlagen wurde.